# NGC 3661
NGC 3661 (również IC 689 lub PGC 34986) – galaktyka spiralna (S0-a), znajdująca się w gwiazdozbiorze Pucharu. Odkrył ją William Herschel 27 marca 1786 roku.